# Alvis 12/75 FWD
Alvis 12/75 FWD – samochód sportowy produkowany przez brytyjską firmę Alvis w latach 1928–1929. Wyposażony był on w otwarte nadwozie i składany dach. Samochód był napędzany przez silnik R4 o pojemności 1,5 l. 

## Dane techniczne
- Silnik: R4 1,5 l (1482 cm³)
- Układ zasilania: b.d.
- Średnica × skok tłoka: b.d.
- Stopień sprężania: b.d.
- Moc maksymalna: 50 KM (37 kW)
- Maksymalny moment obrotowy: b.d.
- Prędkość maksymalna: b.d.